# Jazmine Sullivan
Jazmine Marie Sullivan, född 9 april 1987 i Philadelphia, Pennsylvania, är en amerikansk sångerska och låtskrivare.

## Diskografi (urval)
Studioalbum
- 2008 – Fearless
- 2010 – Love Me Back
- 2015 – Reality Show

Singlar
- 2008 – "Need U Bad" (US #37, US R&B #1)
- 2008 – "Bust Your Windows" (US #1, US R&B #4)
- 2009 – "Lions, Tigers & Bears" (US #74, US R&B #10)
- 2009 – "Dream Big"
- 2010 – "Holding You Down (Goin' in Circles)" (US #60, US R&B #3)
- 2010 – "10 Seconds" (US R&B #15)
- 2011 – "Excuse Me" (US R&B #71)
- 2014 – "Dumb" (med Meek Mill)
- 2014 – "Forever Don't Last"
- 2015 – "Let It Burn" (US R&B Songs #22)
- 2017 – "Insecure" (med Bryson Tiller) (US R&B Songs #19)